# Tina Pisnik
| Posities op de WTA-ranglijst Positie per einde seizoen: \| jaar \| rang enkelspel \| rang dubbelspel \| \| ---- \| -------------- \| --------------- \| \| 1997 \| 455 \| 439 \| \| 1998 \| 406 \| – \| \| 1999 \| 82 \| 70 \| \| 2000 \| 76 \| 91 \| \| 2001 \| 63 \| 86 \| \| 2002 \| 48 \| 264 \| \| 2003 \| 31 \| – \| \| 2004 \| 130 \| – \| \| 2005 \| 498 \| 172 \| |                |                 |
| jaar | rang enkelspel | rang dubbelspel |
| 1997 | 455            | 439             |
| 1998 | 406            | –               |
| 1999 | 82             | 70              |
| 2000 | 76             | 91              |
| 2001 | 63             | 86              |
| 2002 | 48             | 264             |
| 2003 | 31             | –               |
| 2004 | 130            | –               |
| 2005 | 498            | 172             |

Tina Pisnik (Maribor, 19 februari 1981) is een voormalig professioneel tennisspeelster uit Slovenië. Pisnik begon met tennis toen zij zeven jaar oud was. Zij is een baseline-speelster, die evenwel op gras ook serve-and-volley speelt. Zij was actief in het internationale tennis van 1996 tot en met 2005.

## Loopbaan

### Enkelspel
Reeds op veertienjarige leeftijd probeerde Pisnik zich via het kwalificatietoernooi toegang te verschaffen tot een ITF-toernooi voor volwassenen, in haar woonplaats Maribor. In 1996 nam zij voor het eerst deel aan de hoofdtabel van een ITF-toernooi, in Šibenik (Kroatië). Een jaar later stond zij voor het eerst in een finale, weer in Maribor; zij won de titel door de Oostenrijkse Nina Schwarz te verslaan. Haar eerste optreden in een hoofdtoernooi bij de WTA vond plaats op het toernooi van Rosmalen in 1998; zij verloor in de eerste ronde van de veramerikaanste Roemeense Corina Morariu.
In maart 1999 stapte Pisnik over op de status van professional, en nam meteen deel aan het grote toernooi van Miami – zij kwam met succes door de kwalificaties en nam  in de eerste ronde revanche op Corina Morariu, maar werd in de tweede ronde verslagen door de Spaanse Conchita Martínez. Pisnik stond voor het eerst in een WTA-finale op het toernooi van Bol in 2000; zij versloeg Française Amélie Mauresmo en greep haar enige WTA-titel in het enkelspel.
Pisniks beste resultaat op de grandslamtoernooien is het bereiken van de derde ronde, in 2000 op Wimbledon en in 2003 op Roland Garros en het US Open. Haar hoogste positie op de WTA-ranglijst is de 29e plaats, die zij bereikte in januari 2004. Haar mooiste overwinning is die op de Belgische Kim Clijsters (toenmalig nummer 5 op de wereldranglijst) in de kwartfinale van het toernooi van Rosmalen in 2002.

### Dubbelspel
Reeds op veertienjarige leeftijd nam Pisnik deel aan een ITF-toernooi, in haar geboorteplaats Maribor; zij bereikte er de tweede ronde, samen met landgenote Katarina Srebotnik. Samen met Tina Hergold (eveneens Sloveense) bereikte zij in 1997 de finale van het ITF-toernooi in Velenje (Slovenië) – zij wonnen de titel doordat hun tegenstandsters niet kwamen opdagen. Later dat jaar won dit Sloveense koppel het ITF-toernooi in Maribor – Pisnik had daar ook al de enkelspeltitel veroverd. In 2005, tegen het eind van haar carrière, kwam daar nog een derde ITF-titel bij in Ortisei, samen met de Tsjechische Barbora Strýcová.
Aan een WTA-toernooi nam Pisnik voor het eerst deel in 1999, op Amelia Island, samen met de Amerikaanse Alexandra Stevenson; zij bereikten de tweede ronde. Later dat jaar stond zij voor het eerst in een WTA-finale in Kuala Lumpur, samen met Kroatische Jelena Kostanić; zij wonnen de titel, Pisniks eerste, de tweede voor Kostanić. In 2005, tegen het eind van haar carrière, kwam daar nog een tweede WTA-titel bij in Bogota, samen met de Zwitserse Emmanuelle Gagliardi.
Pisniks beste resultaat op de grandslamtoernooien is het bereiken van de derde ronde op Wimbledon, zowel in 1999 (met Jelena Dokić) als in 2001 (met Nadja Petrova). Haar hoogste positie op de WTA-ranglijst is de 63e plaats, die zij bereikte in april 2000.

### Tennis in teamverband
In de periode 1998 tot en met 2005 nam Pisnik jaarlijks deel aan het Sloveense Fed Cup-team (met uitzondering van 2000). Zij vergaarde daar een winst/verlies-balans van 20–13.

## Persoonlijk
Na een verkeersongeval, medio 2005, waaraan zij lichamelijk letsel overhield, heeft Tina Pisnik haar professionele tennisloopbaan moeten afbreken. In 2012 was zij coach van de Poolse Sandra Zaniewska.

## Palmares
| Legenda                | Legenda                  |
| ---------------------- | ------------------------ |
| Grandslamtoernooi      |                          |
| Olympische Spelen      |                          |
| Year-End Championships |                          |
| tot 2009               | 2009 – 2020 / vanaf 2021 |
| Tier I                 | Premier Mandatory        |
| Tier II                | Premier Five / WTA 1000  |
| Tier III               | Premier / WTA 500        |
| Tier IV & V            | International / WTA 250  |
|                        | Challenger / WTA 125     |

### WTA-finaleplaatsen enkelspel
| nr.              | finale     | toernooi | ondergrond | tegenstandster  | score    |         |
| ---------------- | ---------- | -------- | ---------- | --------------- | -------- | ------- |
| gewonnen finales |            |          |            |                 |          |         |
| 1.               | 2000-05-07 | WTA Bol  | gravel     | Amélie Mauresmo | 7-6, 7-6 | details |
| verloren finales |            |          |            |                 |          |         |
| geen             |            |          |            |                 |          |         |

### WTA-finaleplaatsen vrouwendubbelspel
| nr.              | finale     | toernooi         | ondergrond | partner              | tegenstandsters                                     | score         |         |
| ---------------- | ---------- | ---------------- | ---------- | -------------------- | --------------------------------------------------- | ------------- | ------- |
| gewonnen finales |            |                  |            |                      |                                                     |               |         |
| 1.               | 1999-11-14 | WTA Kuala Lumpur | hardcourt  | Jelena Kostanić      | Rika Hiraki Yuka Yoshida                            | 3-6, 6-2, 6-4 | details |
| 2.               | 2005-02-20 | WTA Bogotá       | gravel     | Emmanuelle Gagliardi | Ľubomíra Kurhajcová Barbora Strýcová                | 6-4, 6-3      | details |
| verloren finales |            |                  |            |                      |                                                     |               |         |
| 1.               | 2001-05-06 | WTA Bol          | gravel     | Nadja Petrova        | María José Martínez Sánchez Anabel Medina Garrigues | 5-7, 4-6      | details |

## Resultaten grandslamtoernooien
| Legenda | Legenda                          |
| ------- | -------------------------------- |
| g.t.    | geen toernooi gehouden           |
| l.c.    | lagere categorie                 |
| –       | niet deelgenomen                 |
| G       | uitgeschakeld in de groepsfase   |
| 1R      | uitgeschakeld in de eerste ronde |
| 2R      | uitgeschakeld in de tweede ronde |
| 3R      | uitgeschakeld in de derde ronde  |
| 4R      | uitgeschakeld in de vierde ronde |
| KF      | uitgeschakeld in de kwartfinale  |
| HF      | uitgeschakeld in de halve finale |
| F       | de finale verloren               |
| W       | het toernooi gewonnen            |
| w-v     | winst/verlies-balans             |

### Enkelspel
| toernooi        | 1999 | 2000 | 2001 | 2002 | 2003 | 2004 |
| --------------- | ---- | ---- | ---- | ---- | ---- | ---- |
| Australian Open | –    | 1R   | 2R   | 2R   | 1R   | 1R   |
| Roland Garros   | –    | 1R   | 1R   | 2R   | 3R   | 1R   |
| Wimbledon       | –    | 3R   | 2R   | 1R   | 1R   | 1R   |
| US Open         | 2R   | 1R   | 1R   | 2R   | 3R   | 1R   |

### Vrouwendubbelspel
| toernooi        | 1999 | 2000 | 2001 | 2002 |
| --------------- | ---- | ---- | ---- | ---- |
| Australian Open | –    | 1R   | 1R   | 1R   |
| Roland Garros   | –    | 1R   | 1R   | 1R   |
| Wimbledon       | 3R   | 2R   | 3R   | 1R   |
| US Open         | 1R   | 1R   | 1R   | –    |